# 의형제 (2010년 영화)
《의형제》는 송강호와 강동원이 주연하고 장훈 감독이 연출한 대한민국의 영화이다.

## 줄거리
국정원요원 이한규는 상부에 보고도 없이 독단적으로 작전을 벌였다가 백주 대낮, 아파트 한복판에서 총격전을 벌이는 대형사고를 쳤다. 이때 남파공작원 송지원과 스쳐가지만 그날 이후 한규는 작전실패의 책임을 지고 파면당하면서, 지원 또한 조국에서 버림받으면서 두 남자는 아무런 인연도 없이 지나간다.
6년 후, 흥신소를 차려 국제결혼을 치르고 도망가버린 동남아신부들을 찾아주는 일을 하고 있었지만 이마저도 일 못하는 직원들 때문에 고생하기 일쑤. 그러다 그 직원들 때문에 공사장에서 패싸움까지 하게 됐다. 하지만 수십명의 근로자들에게 일방적으로 당하기만 하던 그때, 혜성처럼 나타나 그를 구해준 사람이 바로 송지원이었다. 무슨 이유에서인지 그는 박기준이란 가명으로 공사장 인부일을 하고 있었다.
한규는 이 기회에 송지원을 밀착감시할 심산으로 운동신경도 뛰어나고 베트남어도 잘하는 게 자신과 함께하면 딱 좋을것 같다며 꼬드겼고 지원은 여기에 순순히 속아넘어갔다. 그리고 숙식을 제공해준다는 조건으로 자기집으로 데려오게 된다. 이렇게 서로의 목적을 염탐하려는 두 남자의 한지붕 동거가 시작됐다. 처음에는 시간만 비웠다 하면 서로를 감시하며 보이지 않는 탐색전을 펼쳐나가던 그들이었지만 시간이 지날수록 점차 처지와 신분을 벗어난 남자들만의 우정이 피어오르는 걸 발견한다.

## 캐스팅
- 송강호 : 이한규 역
- 강동원 : 송지원 역
- 전국환 : 그림자 역
- 박혁권 : 고경남 역
- 윤희석 : 손태순 역
- 최정우 : 국정원 차장 역
- 권범택 : 북한교수 / 지명훈 역
- 정인기 : 김성학 역
- 조석현 : 성철 역
- 차엽 : 재환 역
- 이소윤 : 형숙 역
- 이자스민 : 뚜이안 역
- 고창석 : 베트남 보스 역 (특별출연)
- 박수영 : 지방경찰서 계장 역 (특별출연)
- 김광규 : 경상도 소장 역 (특별출연)

- 박진우 : 태순차 미행요원 역
- 하수호 : 수상남 역
- 유하복 : 형사 1 역
- 김문학 : 형사 2 역
- 김영웅 : 민철 / 계단 총격요원 1 역
- 한승도 : 복도 격투요원 1 역
- 임세환 : 2006년 오퍼레이터요원 역
- 이종구 : 이기훈 목사 역
- 영건 : 베트남 조직원 2 역
- 신승용 : 아파트단지 총격요원 1 역

## 수상
국내
- 청룡영화상 최우수 작품상

## 상영 정보
- 2월 7일 개봉 사흘 만에 관객 60만을 돌파하여 흥행을 이어가고 있다.[1]
- 2월 9일 개봉 5일 만에 100만 관객을 돌파하였다.[2]
- 2월 14일 개봉 11일 만에 200만 관객을 돌파하였다.[3]
- 2월 19일 개봉 16일 만에 전국 300만 관객을 돌파했다.[4]
- 3월 2일 개봉 4주 만에 450만 관객을 돌파하였다.[5]

## 평가와 비판
흥행의 원인으로 드라마와 스릴러를 버무린 뛰어난 연출이 한 몫 했다는 평가가 우세하다. 《쉬리》와 《공동경비구역 JSA》의 뒤를 이을 분단현실을 그린 대박영화로 평가된다. 영화 평론가 정지욱은 "여느 '분단 영화'와 달리 가벼우면서도 세련되게 남북 문제를 다루니 관객들이 편안하게 영화를 즐기는 듯 하다"고 분석하였다. 영화평론가 전찬일은 "그 관계는 기존의 휴먼 드라마에서 봐왔던 것과는 차원이 다르다."며 연출력에 대해 호평하였고, 주연인 송강호와 강동원의 연기력에 대해서도 긍정적인 평가를 내렸다. 또한 영화평론가 심영섭은 "남북의 대치 속에서 이해관계가 날카롭게 부딪칠 수밖에 없다"며 "그런 상황에서도 서로 믿음과 신뢰를 주고 받으며 만들어낸 감동이 관객을 끌어들이고 있다"고 평가했다.
우려도 있다. 2008년 관객수 500만을 넘기며 인기를 끌었던 영화 《추격자》 이후로 스릴러, 액션 장르의 추격전 위주의 영화들이 대거 쏟아지면서 문화적 다양성 부재에 대한 비판이 나오고 있다. 문화평론가 이문원은 "단순 소비 트렌드를 쫓는 것은 경계해야 한다. 영화계는 유행을 쫓으면 늘 큰 실패를 만나고는 했다. 발전의 기반이 될 수 있는 영화들이 꾸준히 만들어질 수 있는 환경을 만들어가는 노력이 계속되어야 한다"며 우려를 표시했다. 2009년부터 2010년까지 평행이론, 황해 (영화), 전우치 (영화), 용서는 없다, 거북이 달린다 등등 비슷한 장르의 영화들이 쏟아져 나왔다.